# Нидерланды на зимних Олимпийских играх 1928
Нидерланды принимали участие в Зимних Олимпийских играх 1928 года в Санкт-Морице (Швейцария) в первый раз за свою историю, но не завоевали ни одной медали.

## Состав сборной
Семь спортсменов (все — мужчины) соревновались в бобслее и конькобежном спорте. Самым молодым участником нидерландской сборной был 22-летний конькобежец Симон Хейден, самым старшим — 54-летний бобслеист Хуберт Ментен.
Знаменосцем был Эдвин Тейшейра де Маттос.

## Результаты

### Бобслей
Мужчины — четвёрки (пятёрки)
| Спортсмены                                                                         | 1 заезд | 1 заезд | 2 заезд | 2 заезд | Итог   | Итог  |
| Спортсмены                                                                         | Время   | Место   | Время   | Место   | Время  | Место |
| ---------------------------------------------------------------------------------- | ------- | ------- | ------- | ------- | ------ | ----- |
| Курт ван де Сандт Жак Дельпра Эдвин Тейшейра де Маттос Генри Деккинг Хуберт Ментен | 1:43,5  | 11      | 1:45,5  | 14      | 3:29,0 | 12    |

Первоначально Альберт Леви Теманс был выбран в качестве члена команды. Темансу в последний момент не смог поехать на Олимпиаду, его заменил Эдвин Тейшейра де Маттос.

### Конькобежный спорт
Соревнования прошли на катке «Бадруттс Парк».
Виллем «Вим» Кос упал во время забега на 1500 м, но был квалифицирован. Занял последнее место среди финишировавших.
Симон «Сим» Хейден и канадец Чарльз Горман бежали в последней паре. Они показали 18 и 12 результаты соответственно. Горман опоздал на старт, и ему разрешили участвовать без учёта результата. Тем не менее, во многих протоколах (в том числе в официальном отчёте и на сайте МОК) его двенадцатое место учтено, хотя некоторые источники считают этот результат спорным.
Мужчины
| Дата       | Дистанция | Спортсмены   | Результат | Результат |
| Дата       | Дистанция | Спортсмены   | Время     | Место     |
| ---------- | --------- | ------------ | --------- | --------- |
| 13 февраля | 500 м     | Симон Хейден | 49.9      | 27        |
| 13 февраля | 500 м     | Виллем Кос   | 56,2      | 33        |
| 14 февраля | 1500 м    | Симон Хейден | 2:33,1    | 18        |
| 14 февраля | 1500 м    | Виллем Кос   | 2:49,9    | 29        |
| 13 февраля | 5000 м    | Симон Хейден | 9:10,0    | 11        |
| 13 февраля | 5000 м    | Виллем Кос   | 9:34,2    | 19        |